# Penya Encarnada d’Andorra
AC Penya Encarnada d’Andorra – klub piłkarski z siedzibą w Andora, w Andorze.

## Historia
Chronologia nazw: 
- 2009—...: AC Penya Encarnada d’Andorra

Klub został założony w 2009 roku jako AC Penya Encarnada d’Andorra. Stowarzyszenie kulturalne miało promować piłkę nożną i sport w parafii Andory w obronie imienia i honoru klubu SL Benfica. W 2009 roku zespół debiutował w drugiej lidze. Po zakończeniu sezonu 2014/15 zajął pierwsze miejsce i zdobył awans do pierwszej ligi.

## Sukcesy

### Trofea międzynarodowe
Nie uczestniczył w rozgrywkach europejskich (stan na 31-05-2015).

### Trofea krajowe
| \| \| Zdobyte trofea w rozgrywkach Andory (stan na: 31-05-2015) \| |                                                           |      |          |
| Rozgrywki                                                          | Osiągnięcie                                               | Razy | Sezon(y) |
| Mistrzostwo                                                        | I miejsce                                                 | 0    |          |
| Mistrzostwo                                                        | II miejsce                                                | 0    |          |
| Mistrzostwo                                                        | III miejsce                                               | 0    |          |
| Puchar                                                             | zdobywca                                                  | 0    |          |
| Puchar                                                             | finalista                                                 | 0    |          |
| Puchar                                                             | 1/8 finału                                                | 1    | 2015     |
| II liga                                                            | I miejsce                                                 | 1    | 2015     |
| II liga                                                            | II miejsce                                                | 0    |          |
| II liga                                                            | III miejsce                                               | 0    |          |
| Andora                                                             | Zdobyte trofea w rozgrywkach Andory (stan na: 31-05-2015) |      |          |

## Stadion
Klub rozgrywa swoje mecze domowe na stadionie DEVK-Arena w Sant Julià de Lòria, który może pomieścić 899 widzów.

## Obecny skład
Stan na 25 kwietnia 2015.
| Nr | Poz. | Piłkarz                |
| -- | ---- | ---------------------- |
| 1  | BR   | Carlos Gonçalces       |
| 2  | OB   | Cristian Atero         |
| 3  | OB   | Peskeira               |
| 4  | OB   | Joao Monteiro          |
| 5  | PO   | Milton Santos Oliveira |
| 6  | PO   | Sergi (wicekapitan)    |
| 7  | NA   | Carlitos               |
| 8  | PO   | Cesar Veiga            |
| 9  | NA   | Joaozinho              |
| 10 | NA   | Nuno Da Silva          |
| 11 | NA   | Tiago Marinho          |
| 12 | NA   | Patricio Borges        |
| 13 | NA   | David Blanco           |

| Nr | Poz. | Piłkarz              |
| -- | ---- | -------------------- |
| 14 | BR   | Robi                 |
| 15 | PO   | Hugo Gonçalves       |
| 16 | OB   | José Augusto Pereira |
| 17 | PO   | Estrela              |
| 18 | PO   | Miky                 |
| 19 | NA   | Sergio Coelho        |
| 20 | OB   | Diogo Caldas         |
| 21 | PO   | Lucho                |
| 22 | PO   | Nakata (kapitan)     |
| 23 | OB   | Toni Lopes           |
| 24 | OB   | Dany                 |
| 25 | BR   | Lazaro Silveira      |